# القلمينة
قرية القلمينة هي إحدى القرى التابعة لمركز الوقف في محافظة قنا في جمهورية مصر العربية. حسب إحصاءات سنة 2006، بلغ إجمالي السكان في القلمينة 9502 نسمة، منهم 4592 رجل و4910 امرأة.